# セーブル (紋章学)

左半分が色彩による表現。右半分がペトラ・サンクタの手法による表現。

セーブル（英: 仏: 古仏: Sable）は、紋章学における黒色を表すティンクチャーであり、「原色 (colours) 」と呼ばれる種類のティンクチャーに属する。なお、ティンクチャーとは紋章学における紋様の要素である原色・金属色・毛皮模様の総称である。
古典的な白黒の印刷物や硬貨の刻印をはじめとする彫刻では色を表すことができないため、ペトラ・サンクタの方法 (System of Petra Sancta) と呼ばれる手法では、セーブルは交差した水平及び垂直の線の領域として表される。さもなくば sa. 又は s. という省略形で示されることがある。
セーブルは、次のようなものを表現するとされている。
- ダイヤモンド（宝石）
- 土星（天体） - 土星はさらに、伝統的な錬金術/神秘学の伝承において金属の鉛と関係している。

## 解説

### 語源
色の名前は動物のクロテンの黒い毛皮に由来する。セーブルという言葉の正確な起源ははっきりしないが、古くはペルシア語の samōr を起源とする説があり、そこからスラブ語派又はバルト語派の言語、例えば古ロシア語の sóbol' や リトアニア語の sàbalas を経て中低地ドイツ語の sabel （古高ドイツ語では zobel ）に至る。ここからの経緯は比較的はっきりしており、中低地ドイツ語から古フランス語に取り入れられ、さらに中英語にも取り入れられた。

### 中央ヨーロッパにおけるセーブル

アルバニアの紋章

ジャマイティヤ（リトアニアの地方）の歴史的な紋章

セーブルは、イギリスとフランスの紋章学では原色と見なされ、より明るい色である金属色のアージェントとオーアと対をなす。しかし、ドイツ、ポーランドの紋章学と中央ヨーロッパのその他の地域の紋章学において、稀に原色の分類にセーブルが含まれないことがある。その結果、黒の十字紋が赤い盾に現れることがあったり、アルバニアの紋章の場合のように、セーブルの鳥がアジュール又はギュールズの領域に現れることがあったりする。
例えば、ハンガリーでは、1519年に授けられた Kanizsai 家の紋章で、16世紀初期のギュールズとアジュールの領域にあるセーブルの例を見ることができる。『アジュールの地に、アージェントの下弦の月（右側が開いている月）とオーアの太陽の間にオーアの鉤爪とセーブルの翼を持った鷲。』ハンガリーの別の例は、1628年に授けられた Karomi Bornemisza 家の紋章である。『パー・フェス（横に上下二分）の上半分はギュールズの地にオーアの王冠をいただいた翼を広げたセーブルの鷲、下半分はアジュールの地に口に（アージェントの?）魚をくわえているセーブルのバッファローの首。』
ポーランドの例は、15世紀の初期に多い。ヨーゼフ・スジマンスキー (Józef Szymański) は、この期間から紋章記述が知られているおよそ200のシールドからギュールズ又はアジュールのフィールドに対するセーブルの主要なチャージを持つ例を7つ挙げている。ここでは、そのうちの3つを挙げておく。
Azure, a raven sable with a circlet or in its beak.
（アジュールの地に、くちばしにオーアのサークレットをもつセーブルのカラス）（Korwin家）
Gules, a trumpet sable with a cord or, a Passion cross of the same issuing from its opening.
（ギュールズの地に、オーアの飾り紐のついたセーブルのトランペット、その開口部と同じ位置に立つパッション・クロス（十字架））（Kownaty家）
Gules, a sphere radiant sable, its centre argent.
（ギュールズの地に、セーブルの輝く球、その中心にアージェント）（Słońce家）
彼は更に、7つの主要な例に加え、アジュール又はギュールズの地に対するセーブルのチャージを使う若干のポーリッシュ・クランス (英：Polish clans、波：rody) の紋章の時折の変化について述べている。
ギュールズの地に重ねられたセーブルのチャージは、リトアニアで用いられる紋章にも見られる。リトアニアの紋章の大部分はポーランドを起源としているため、スタイルに一定の類似性があるのは驚くべきことではない。それらの中から、グレート・ジャマイティヤの紋章は次のとおりである。
Gules, a bear Sable with a chain Argent on its neck.
（ギュールズの地に、首にアージェントの鎖がついているセーブルのクマ）